# Clarence D. Clark
Clarence Don Clark (ur. 16 kwietnia 1851 w Sandy Creek, Nowy Jork, zm. 18 listopada 1930 w Evanston, Wyoming) – amerykański polityk, członek Izby Reprezentantów i senator z ramienia Partii Republikańskiej.
Studiował prawo na University of Iowa i od 1874 pracował w tym stanie jako adwokat i nauczyciel. Kontynuował praktykę prawniczą po przeniesieniu się do Evanston w stanie Wyoming w 1881. W latach 1882–1884 pełnił funkcję prokuratora okręgowego w Uinta County (Wyoming). Wkrótce zaangażował się w życie polityczne, w 1889 był delegatem na stanową konwencję konstytucyjną, a po przyjęciu Wyoming w poczet stanów amerykańskich został jednym z pierwszych reprezentantów stanu w Izbie Reprezentantów. Zasiadał w niej przez dwie kadencje (od grudnia 1890 do marca 1893). W 1892 bez powodzenia ubiegał się o kolejną kadencję.
Powrócił do Kongresu w 1895, zajmując wakujący od dwóch lat fotel senatora. W Senacie zasiadał przez cztery kadencje (od stycznia 1895 do marca 1917), pełniąc m.in. funkcję przewodniczącego komisji ds. kolei. Po porażce w wyborach w 1916 powrócił do praktyki adwokackiej, ale w Waszyngtonie. W 1919 został powołany w skład Międzynarodowej Komisji Wspólnej, zajmującej się problematyką stosunków amerykańsko-kanadyjskich. Od 1923 przewodniczył tej instytucji. W 1929 przeszedł na emeryturę i powrócił do Evanston, gdzie zmarł.